# Tadeusz Małnowicz
Tadeusz Małnowicz (* 19. října 1953 Radymno) je bývalý polský fotbalista, útočník.

## Fotbalová kariéra
Začínal v nižších soutěžích v týmech Wisłoka Dębica, Siarka Tarnobrzeg a BKS Stal Bielsko-Biała.
V polské nejvyšší soutěži hrál za Ruch Chorzów a Szombierki Bytom, nastoupil ve 137 ligových utkáních, dal 40 gólů a v roce 1979 získal s týmem Ruch Chorzów mistrovský titul. Od roku 1983 hrál v rakouské bundeslize za Linzer ASK, nastoupil v 74 ligových utkáních a dal 40 gólů. Kariéru zakončil v rakouské druhé lize v týmech SK Vorwärts Steyr a Flavia Solva Wagna. V Poháru mistrů evropských zemí nastoupil ve 2 utkáních a v Poháru UEFA nastoupil v 6 utkáních. Za polskou reprezentaci nastoupil v roce 1978 v přátelském utkání v Rumunsku. 

## Ligová bilance
| Ročník                                  | Zápasy | Góly | Klub                   |
| --------------------------------------- | ------ | ---- | ---------------------- |
| 2. polská liga 1974/1975                | -      | -    | Wisłoka Dębica         |
| 2. polská liga 1975/1976                | -      | -    | Siarka Tarnobrzeg      |
| 2. polská liga 1976/1977                | -      | -    | BKS Stal Bielsko-Biała |
| 2. polská liga 1977/1978                | -      | -    | BKS Stal Bielsko-Biała |
| 1. polská liga 1978/1979                | 28     | 15   | Ruch Chorzów           |
| 1. polská liga 1979/1980                | 27     | 10   | Ruch Chorzów           |
| 1. polská liga 1980/1981                | 26     | 6    | Ruch Chorzów           |
| 1. polská liga 1981/1982                | 29     | 4    | Ruch Chorzów           |
| 1. polská liga 1982/1983                | 27     | 5    | Szombierki Bytom       |
| Rakouská fotbalová Bundesliga 1983/1984 | 25     | 11   | Linzer ASK             |
| Rakouská fotbalová Bundesliga 1984/1985 | 23     | 5    | Linzer ASK             |
| Rakouská fotbalová Bundesliga 1985/1986 | 26     | 4    | Linzer ASK             |
| CELKEM 1. polská liga                   | 137    | 40   |                        |
| CELKEM Rakouská fotbalová Bundesliga    | 74     | 20   |                        |